# Reagrupament - Els Republicans
El Reagrupament - Els Republicans (Le Rassemblement - Les Républicains) és un partit polític de Nova Caledònia d'orientació gaullista i partidari de mantenir Nova Caledònia com a part de França.

## Història
Fou fundat el 1977 per Jacques Lafleur amb el nom de Reagrupament per la Caledònia (Rassemblement pour la Calédonia), i quan, sota els auspicis de Jacques Chirac es va integrar amb el RPR de Nova Caledònia dirigit per Dick Ukeiwé adoptà el nom de Reagrupament per Caledònia dins la República (Rassemblement pour la Calédonie dans la République). La seva intenció és aplegar totes les forces contràries a la independència de la República Kanak.
Amb la signatura de l'Acord de Nouméa, que preveu un referèndum sobre la independència entre 2012 i 2017, accepta la idea que el territori es pugui independitzar, però lluita fermament perquè els resultats d'aquests referèndums siguin els manteniment de Nova Caledònia dins de la República Francesa.
Afiliat al Reagrupament per la República fins al 2002, el RPCR es va ajuntar amb la Unió pel Moviment Popular i va passar a anomenar-se Reagrupament-UMP. Va perdre les eleccions provincials de 9 de maig de 2004, però ha guanyat les eleccions provincials de 10 de maig de 2009, però, sense obtenir la majoria absoluta.
Diverses tendències de la dreta tradicional estan representades dins del partit: chiraquians (Jacques Lafleur, Simon Loueckhote, Dick Ukeiwé, personalitats que ja no formen part de la vida política o que han deixat el RPCR per al nou partit de Jacques Lafleur, Reagrupament per la Caledònia) sarkozistes (Pierre Frogier, Marianne Devaux), liberals (Jean Lèques, Pierre Maresca) ...

## Representació institucional
A les eleccions legislatives de 2007 va aconseguir els dos diputats que li corresponien a Nova Caledònia, Gaël Yanno i Pierre Frogier. Dick Ukeiwé fou elegit diputat dins les llistes de RPR-UDF a les eleccions al Parlament Europeu de 1989, el primer canac a aconseguir-lo. Tot i això, el 1993 deixà el partit per a fundar el Moviment dels Caledonians Lliures i el seu escó fou ocupat a les eleccions al Parlament Europeu de 1994 per Dominique Baudis. A les eleccions al Parlament Europeu de 2009 hi fou escollit per l'UMP Maurice Ponga.
Després de les eleccions provincials de Nova Caledònia de 2009 té 13 escons de 54 al Congrés de Nova Caledònia, 15 de 40 a l'Assemblea de la Província del Sud i 1 de 22 a l'Assemblea de la Província del Nord. Després de les eleccions municipals de 2008 governa a sis municipis de la Província del Sud: 
- Boulouparis: Alain Lazare (12 regidors de 19)
- Dumbéa: Georges Naturel (29 regidors de 34)
- Farino: Ghislaine Arlie (5 regidors d'11)
- Île des Pins: Hilarion Vendégou (7 regidors de 19)
- Mont-Dore: Éric Gay (28 regidors de 35)
- Nouméa: Jean Lèques (40 regidors de 53)